# 1.º Troféu HQ Mix
O 1.º Troféu HQ Mix (também grafado como Troféu HQMIX) foi um evento organizado pela Associação dos Cartunistas do Brasil (ACB) com o propósito de premiar o melhor da produção brasileira de quadrinhos de 1988 em diferentes categorias.
O prêmio foi criado pelos artistas Jal e Gual em comemoração ao primeiro ano da coluna de quadrinhos que ambos então apresentavam às quintas e sextas no programa TV Mix, da TV Gazeta. O evento de premiação foi realizado em 20 de março de 1989 no Museu da Imagem e do Som de São Paulo.

## Prêmios
| Categoria                    | Vencedores |
| ---------------------------- | --- |
| Acabamento gráfico           | Martins Fontes |
| Adaptação da TV para HQ      | Juba & Lula Regis Rocha Moreira e Hector Gómez Alisio (Nova Fronteira)                                                               |
| Adaptação para outro veículo | Cáspite programa de rádio produzido por Sylvio Pinheiro                                                                              |
| Álbum de clássico            | Príncipe Valente Hal Foster (EBAL)                                                                                                   |
| Álbum de ficção              | Major Fatal Moebius (L&PM) |
| Álbum de humor               | Algo Babando Embaixo da Cama Bill Watterson (Cedibra)                                                                                |
| Álbum de terror              | Saga de Terror Jayme Cortez (Martins Fontes)                                                                                         |
| Álbum erótico                | As 110 Pílulas Magnus (Martins Fontes)                                                                                               |
| Álbum infantil               | A Essência de Calvin e Haroldo Bill Watterson (Cedibra)                                                                              |
| Desenhista estrangeiro       | Frank Miller |
| Desenhista nacional          | Alain Voss |
| Edição especial              | Anos de Ouro do Pato Donald vários autores (Abril)                                                                                   |
| Editor                       | Jal e Gual |
| Editora do ano               | Abril Jovem |
| Exposição                    | Arquitetura em Quadrinhos Museu de Arte de São Paulo                                                                                 |
| Grande contribuição          | Um Contrato com Deus Will Eisner (Brasiliense)                                                                                       |
| Graphic novel estrangeira    | Demolidor (Graphic Novel nº 2) Frank Miller e Bill Sienkiewicz (Abril)                                                               |
| Jornalista especializado     | Álvaro de Moya |
| Livro teórico                | Estes Incríveis Heróis de Papel Ionaldo Cavalcanti (Mater)                                                                           |
| Maior tiragem                | Mônica vários autores (Globo) |
| Minissérie estrangeira       | Elektra: Assassina Frank Miller e Bill Sienkiewicz (Abril)                                                                           |
| Personagem destaque          | Batman |
| Pesquisa                     | O Poder de Difusão das Histórias em Quadrinhos Japonesas como Reflexo da Sociedade Nipônica Sonia Luyten (Universidade de São Paulo) |
| Ponto de vendas              | Livraria Muito Prazer |
| Projeto gráfico              | Chiclete com Banana Angeli (Circo Editorial)                                                                                         |
| Revista de aventura e ficção | Aventura e Ficção vários autores (Abril)                                                                                             |
| Revista de clássico          | Spirit Will Eisner |
| Revista de faroeste          | Ken Parker Giancarlo Berardi e Ivo Milazzo                                                                                           |
| Revista de humor             | Chiclete com Banana Angeli (Circo Editorial)                                                                                         |
| Revista independente         | Ventosa Marcatti |
| Revista infantil             | Revistinha do Ziraldo Ziraldo (Abril)                                                                                                |
| Revista mix                  | Animal vários autores (VHD Diffusion)                                                                                                |
| Roteirista estrangeiro       | Alan Moore |
| Roteirista nacional          | Laerte Coutinho |
| Suplemento infantil          | O Globinho |
| Tira estrangeira             | Frank e Ernest Bob Thaves |
| Tira nacional                | Geraldão Glauco Villas Boas |
| Valorização da HQ            | Coleção Ver e Ler |